# Christophe Jaffrelot

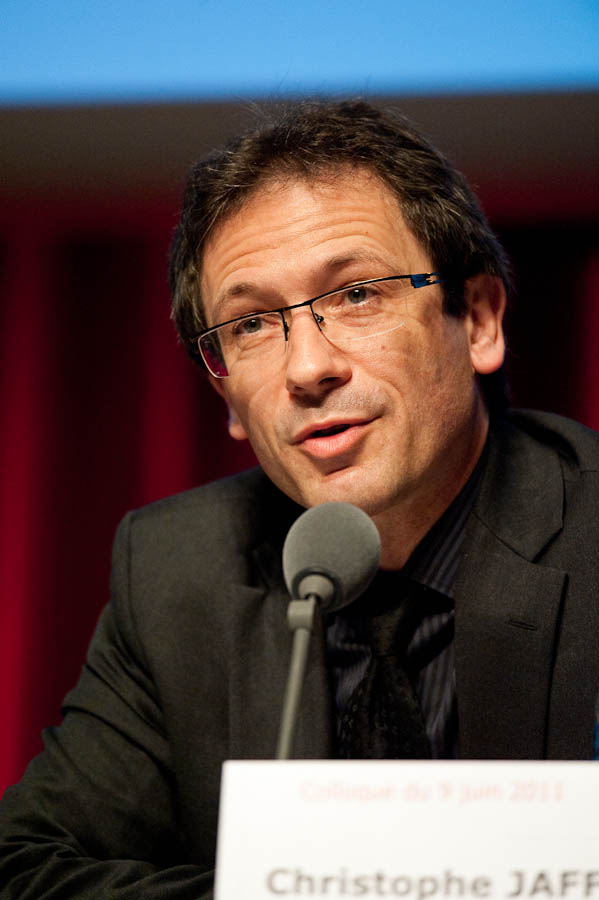
Christophe Jaffrelot (2011)

Christophe Jaffrelot (* 1964) ist ein französischer Politikwissenschaftler, dessen Arbeiten sich schwerpunktmäßig mit dem indischen Subkontinent beschäftigen. Er lehrt als Professor für indische Politik und Soziologie am King’s College London.

## Leben
Jaffrelot studierte am Institut d’études politiques de Paris (Sciences Po; Diplom 1985), der Université Paris 1 Panthéon-Sorbonne (Maîtrise in Geschichte 1986), der École des hautes études en sciences sociales (EHESS; DEA in Geschichte und Zivilisationen 1986) und dem Institut national des langues et civilisations orientales (INALCO; Hindi-Diplom 1990). Mit einer Arbeit, betreut von Jean Leca, wurde er 1991 an der Sciences Po promoviert. Im selben Jahr wurde er Forschungsmitarbeiter am Centre national de la recherche scientifique (CNRS), wo er 2002 zum Directeur de recherche und 2008 zum Directeur de recherche de première classe aufstieg. Parallel lehrte er an der Sciences Po. Von 1997 bis 2000 war er Vizedirektor und anschließend bis 2008 Direktor des Centre d’études et de recherches internationales (CERI), einer gemeinsamen Forschungseinrichtung von CNRS und Sciences Po. 2011 wurde er auf eine Stiftungsprofessur für indische Politik und Soziologie am King’s India Institute des Londoner King’s College berufen. Parallel ist er weiter an der Sciences Po und am CERI in Paris tätig.
Jaffrelot beschäftigt sich unter anderem mit den Modernisierungstrategien Indiens, hat eine sympathisierende Monografie über Bhimrao Ramji Ambedkar, den Führer der „Unberührbaren“, verfasst sowie eine Studie über den in den letzten Jahrzehnten feststellbaren Aufstieg der niederen Kasten in Nordindien publiziert.
Unruhen wie nach der Teilung des früheren Britisch-Indien 1947 führt er vor allem auf hinduistisch-nationalistische Parteien zurück. Seit Bestehen der Wahlpolitik in der ehemaligen Kolonie würden sie Hindus gegen Muslime mobilisieren, Unruhen provozieren und eine religiöse Spaltung der Wähler bezwecken. Die Anschläge am 26. November 2008 in Mumbai interpretierte Jaffrelot in einem Interview mit dem Nouvel Observateur als „Ruf nach Gerechtigkeit“ und Racheakt für die ungesühnten Massaker von Gujarat im Jahr 2002, die etwa 2000 Muslime das Leben gekostet hätten. Es handle sich also nicht um eine panislamische djihadistische Bewegung.
Sein Buch Le syndrome pakistanais wurde vom französischen Verteidigungsministerium mit dem Prix Brienne für das beste geopolitische Buch des Jahres 2014 und mit dem Preis der Académie des Sciences Morales et Politiques ausgezeichnet. Im selben Jahr erhielt Jaffrelot den Ramnath Goenka Excellence in Journalism Award.

## Schriften
Über Pakistan:
- als Herausgeber: Le Pakistan, carrefour de tensions régionales (= Collection du Centre d'Études et de Recherches Internationales de la Fondation nationale des sciences politiques. 759). Éditions Complexe, Bruxelles 1999, ISBN 2-87027-749-X (Nouvelle édition augmentée et mise à jour. ebenda 2002, ISBN 2-87027-921-3).
- als Herausgeber: Le Pakistan. Fayard, Paris 2000, ISBN 2-213-60616-1.
- als Herausgeber: A History of Pakistan and Its Origins. Anthem, London 2002, ISBN 1-84331-030-9.
- als Herausgeber: Pakistan. Nationalism without a Nation? Manohar u. a., New Delhi u. a. 2002, ISBN 1-8427-7116-7 (Reprinted 2004).
- The Pakistan Paradox: Instability and Resilience. Oxford University Press, New York 2015, ISBN 978-0-19-023518-5.

Über Indien:
- Les nationalistes hindous. Idéologie, implantation et mobilisation des années 1920 aux années 1990. Presses de la Fondation Nationale des Sciences Politiques, Paris 1993, ISBN 2-7246-0619-1.
- The Hindu Nationalist Movement and Indian politics, 1925 to the 1990. Strategies of identity-building, implantation and mobilisation (with special reference to Central India) Hurst, London 1996, ISBN 1-85065-170-1.
- als Herausgeber: L'Inde contemporaine de 1950 à nos jours. Fayard, Paris 1996, ISBN 2-213-59636-0 (Neuauflagen: 1997, 2006).
- La Démocratie en Inde. Religion, caste et politique. Fayard, Paris 1998, ISBN 2-213-60033-3.
- Dr Ambedkar. Leader intouchable et père de la Constitution indienne. Presses de Sciences Po, Paris 2000, ISBN 2-7246-0800-3.
- als Herausgeber mit Marine Carrin: Tribus et basses castes. Résistance et autonomie dans la société indienne (= Collection Puruṣārtha. Nr. 23). Éditions de l'École des hautes études en sciences sociales, Paris 2002, ISBN 2-7132-1787-3.
- India's Silent Revolution. The Rise of the Lower Castes in North India. Hurst, London 2003, ISBN 1-85065-398-4.
- Dr. Ambedkar and Untouchability. Analysing and Fighting Caste. Hurst, London 2005, ISBN 1-85065-449-2.
- mit Alain Dieckhoff: Revisiting Nationalism. Theories and Processes. Hurst u. a., London u. a. 2005, ISBN 1-85065-763-7.
- Inde. La démocratie par la caste. Histoire d'une mutation socio-politique (1885–2005). Fayard, Paris 2005, ISBN 2-213-62426-7.
- Modi’s India: Hindu Nationalism and the Rise of Ethnic Democracy. Princeton University Press, Princeton 2021, ISBN 978-0-691-20680-6.